# 日本認知症学会
一般社団法人日本認知症学会（にっぽんにんちしょうがっかい）は、認知症に関する医学・科学的分野での研究を推進する日本の学会である。

## 沿革
- 1982年 - 「老年期脳障害研究会」として発足し、大阪市で第1回の学術集会を開催
- 1988年 - 「日本痴呆学会」に改称
- 2005年 - 「日本認知症学会」に改称
- 2015年 - 法人化し「一般社団法人日本認知症学会」となる

## 学会の取り組み
- 年1回、学術集会を各都道府県持ち回りで開催
- 学会誌「Dementia Japan」発行
- 認知症専門医の登録・紹介制度